# B

B의 필기체

B(b)는 로마자의 2번째 글자이다. B의 빈도는 1.492%/전체 20위/자음 15위이다.

## 이름
- 라틴어·독일어·네덜란드어·인도네시아어: 베 [beː]
- 베트남어: 베 [ʔɓe]
- 프랑스어·스페인어: 베 [be]
- 이탈리아어: 비 [bi]
- 영어: 비 [biː]
- 에스페란토: 보 [boː]

## 역사
B는 집을 뜻하는 그림 문자에서 왔다.
| 이집트 상형문자 집 | 셈조어 문자 집 | 페니키아 문자 베트 | 그리스 문자 베타 | 에트루리아 문자 B | 로마 문자 B |
| 이집트 상형문자 집 | 셈조어 문자 집 | 페니키아 문자 베트 | 그리스 문자 베타 | 에트루리아 문자 B | 로마 문자 B |

## 발음
많은 언어에서 b는 무성 양순 파열음(/p/) , 유성 양순 파열음(/b/) 또는 유성 양순 내파음(/ɓ/)을 표기하는데 쓰인다.

## 컴퓨터 부호
| 미리 보기      | B                      | B                      | b                    | b                    |
| -------------- | ---------------------- | ---------------------- | -------------------- | -------------------- |
| 유니코드 이름  | LATIN CAPITAL LETTER B | LATIN CAPITAL LETTER B | LATIN SMALL LETTER B | LATIN SMALL LETTER B |
| 인코딩         | 10진                   | 16진                   | 10진                 | 16진                 |
| 유니코드       | 66                     | U+0042                 | 98                   | U+0062               |
| UTF-8          | 66                     | 42                     | 98                   | 62                   |
| 수치 문자 참조 | &#66;                  | &#x42;                 | &#98;                | &#x62;               |
| EBCDIC 계열    | 194                    | C2                     | 130                  | 82                   |
| ASCII          | 66                     | 42                     | 98                   | 62                   |

## 쓰임
- 16진법에서 11을 표현할 때 B로 표기한다. 예 : B(12) = 11(10), BA(16) = 186(10), BA(20) = 230(10).
- b는 국제음성기호에서 유성 양순 파열음을 나타낸다.
- B는 붕소를 나타내는 원소 기호이다.
- B는 연필의 흑연 등급이다.

## 관련 문자
- 베트
- Β, β: 그리스 문자